# Ottawa Central
Le chemin de fer Ottawa Central (OCR) est un chemin de fer Canadien qui est une subdivision du Canadien National. Le siège social est à Walkley Yard, 3141 Albion Road South, Ottawa, Ontario, Canada.
Le OCR était une subsidiaire de la Société des chemins de fer du Québec (QCR). Elle était les subdivisions du CN, et opéré entre Coteau-du-Lac, à une interchange avec le Canadien National, la ligne Montreal-Toronto, vers Ottawa et Pembroke.

## Histoire
Le OCR commença ses opérations le 13 décembre 1998, et deux ans plus tard, le QRC prit le contrôle des avoirs du chemin de fer Ontario L'Orignal, de Rail America.
Le OCRR consistait en 198 kilomètres de voies ferrées et d'éperons : 156 kilomètres de voies principales entre Ottawa et Pembroke, et 42 kilomètres de l'ancien chemin de fer l'Ontario et l'Orignal (OLO) entre North Glengarry et Hawkesbury. Il avait aussi 138 kilomètres de voies réservées entre Ottawa et Coteau-du-lac, propriété de VIA Rail.
La marchandises principales étaient le papier journal, le sel, panneaux de fibres de moyenne densité, produits forestiers, pâte à papier, essence, bois et carton, tiges de fer, billettes et ferraille.

## Achat du CN
Le 3 novembre, 2008, le Canadien National a annoncé l'achat du OCR et ses compagnies sœurs Chemin de fer de la Matapédia et du Golfe (CFMG), Compagnie de gestion de Matane (COGEMA), et le Chemin de fer de la côte est du Nouveau-Brunswick (NBEC) pour $49.8 million (CAD) de la Société des chemins de fer du Québec.